# Иншинский
Иншинский — посёлок в Тульской области России.
В рамках организации местного самоуправления входит в городской округ город Тула, в рамках административно-территориального устройства — в Иншинский сельский округ Ленинского района Тульской области.

## География
Расположен к западу от областного центра, города Тула, на автомобильной трассе Р-132 Тула — Калуга (в 10 км к юго-западу от Тульского кремля).

## Население
| 2002 | 2010  |
| ---- | ----- |
| 1989 | ↗2146 |

Население по данным на 2010 год — 2146 человек.

## История
До 1990-х гг. был центром Иншинского сельсовета. В 1997 году стал центром Иншинского сельского округа Ленинского района Тульской области.
В рамках организации местного самоуправления с 2006 до 2014 гг. посёлок был центром Иншинского сельского поселения Ленинского района, с 2015 года входит в Привокзальный территориальный округ в рамках городского округа город Тула.